# ジャッキー・チェンの必殺鉄指拳
『ジャッキー・チェンの必殺鉄指拳』（ジャッキー・チェンのひっさつてっしけん、原題：刁手怪招、英語題：Master With Crack Fingers）は、1978年に製作された香港映画。チン・シン監督。香港順利影業公司制作。

## 概要
ジャッキー・チェンの初主演映画『タイガー・プロジェクト/ドラゴンへの道 序章』の改変（再編集）作品。制作当時の香港では、ブルース・リーの死によってカンフー映画は下火になっており、その煽りを食らって同作はお蔵入りとなってしまった。ジャッキーが『ドランク・モンキー/酔拳』のヒットによりブレイクした後、『タイガー・プロジェクト』に『酔拳』からのカットやダミー俳優による新撮映像を追加して公開されたのが本作である。無名時代のユン・ピョウがカラミ役で出演している。
ジャッキー自身は自伝にて『タイガー・プロジェクト』についての記述で、「1978年、僕が『酔拳』で有名になると、ある胡散くさいプロデューサーがジャッキー・チェンのそっくりさんを使い、フィルムを足し、新しい映画（中略）として公開した」と述べている。本編ではジャッキーが替え玉だとわかりづらくするためか、顔が確認し辛い不自然に暗い場所でアクションをしたり、目隠しをして闘ったりしている。
日本では劇場未公開で、1983年にTBS系でテレビ放映後にビデオリリースされた。ビデオ邦題には『ジャッキー・チェンの鉄指拳』『ビッグマスター』などというものもある。

## あらすじ
父を殺された龍は、叔父の洪に引き取られる。そこへ現れた奇妙な老人、無宿大将と知り合い、カンフーを教えてもらう。成長した龍は食堂で働くが、食い逃げしようとしたチンピラを叩きのめしたことから、しつこく付きまとわれ、洪も殺されてしまう。チンピラの首領が父の仇だった。龍は首領と戦い、死闘の末仇討ちを遂げた。

## キャスト
| 役名     | 俳優                   | 日本語版1 TBS版 | 日本語版2 ソフト版 |
| -------- | ---------------------- | --------------- | ------------------ |
| 龍       | ジャッキー・チェン     | 石丸博也        | 石丸博也           |
| 無宿大将 | ユエン・シャオティエン | 滝口順平        | 樋浦勉             |
| 洪       | ティエン・ファン       | 糸博            | 野島昭生           |
| 首領     | チェン・ヨン・ウェン   | 飯塚昭三        | 若本規夫           |
| 麻雀大将 | ディーン・セキ         | 肝付兼太        | 安原義人           |
| 龍の義姉 | スー・ペイペイ         | 幸田直子        | 林真里花           |
| 豚児     | ジャン・ジン           | たてかべ和也    | 須田祐介           |
| 龍少年   | 不明                   | 野沢雅子        | 小林由美子         |
| 兄貴     | チャン・ホンリー       | 若本規夫        | 渡邊隼人           |
| スリ     | ハン・クォーツァイ     | 龍田直樹        | 石狩勇気           |
| ヤン     | クァン・チュン         | 屋良有作        | 影平隆一           |
| おじさん | ガム・チュン           | 郷里大輔        | 西村太祐           |

- 日本語版1 - 初放送1983年11月28日 TBS『月曜ロードショー』※BD(特典映像)収録
- 日本語版2 - 2014年新録版 ※BD&DVD収録

TBS版は米国公開版をもとに製作され、新録版は中国公開版をもとに製作されている。

## バージョン違いについて
本作には、クライマックスが昼バージョン（米国公開）と夜バージョン（中国公開）の2種類が存在する。
パラマウントより発売のブルーレイに両バージョンが収録された。